# Matrei in Osttirol
Matrei in Osttirol är en ort och kommun i förbundslandet Tyrolen i Österrike. Kommunen har 4 594 invånare (2024), på en yta av 277,75 km². Matrei är beläget 975 meter över havet.

## Indelning
Kommunen består av 22 orter (Ortschaften) (inom parentes invånarantal 1 januari 2024):

- Berg (35)
- Bichl (210)
- Feld (48)
- Ganz (111)
- Glanz (71)
- Gruben (19)
- Hinterburg (205)
- Hinteregg (9)
- Huben (163)
- Kaltenhaus (102)
- Kienburg (84)
- Klaunz (134)
- Klausen (50)
- Matrei in Osttirol (2 515)
- Mattersberg (74)
- Moos (126)
- Proßegg (176)
- Raneburg (14)
- Seblas (91)
- Tauer (5)
- Waier (199)
- Zedlach (153)